# ジェレミー・アイアーマン
- ジェレミー・エアーマン
- ジェレミー・イアーマン

ジェレミー・オースティン・アイアーマン（Jeremy Austin Eierman, 1996年9月10日 - ）は、 アメリカ合衆国ミズーリ州ペティス郡セデイリア出身のプロ野球選手（遊撃手）。右投右打。MLBのオークランド・アスレチックス傘下所属。
メディアによっては「エアーマン」や「イアーマン」と表記されることもある。

## 経歴
ミズーリ州立大学時代の2017年には第41回日米大学野球選手権大会にアメリカ合衆国代表として参加した。
2018年のMLBドラフト2巡目追補（全体70位）でオークランド・アスレチックスから指名され、プロ入り。契約後、傘下のA-級バーモント・レイクモンスターズでプロデビュー。62試合に出場して打率.235、8本塁打、26打点、10盗塁を記録した。
2019年はA+級ストックトン・ポーツでプレーし、131試合に出場して打率.208、13本塁打、64打点、11盗塁を記録した。

## プレースタイル
打撃はバットスピードの速さと力強さを備える。守備での強肩が最大の武器である。

## 詳細情報

### 代表歴
- 第41回日米大学野球選手権大会 アメリカ合衆国代表（2017年）